# 常军政
常军政（1957年12月—），男，汉族，内蒙古土默特右旗人，中华人民共和国政治人物，第十二届全国人民代表大会内蒙古地区代表。

## 生平
常军政1989年9月加入中国共产党。毕业于中央党校经济管理专业。2013年，被选为全国人大代表。2013年2月，常军政新任内蒙古自治区人民政府副主席。2018年1月，任内蒙古自治区政协副主席。2021年1月，卸任自治区政协副主席职务。